# Windows娘
Windows娘（Windowsたん，英文：Windows tan／Windows Girl）是對微軟作業系統萌擬人化卡通形象代言人的稱呼。

## 背景
當微軟 Windows 7 作業系統於 2009 年發佈时，微軟日本為了推廣宣傳 Windows 7 Ultimate 作業系統而首次以官方名義推出了 Windows 作業系統的萌擬人化卡通形象代言人：Win7 娘窗邊奈奈美（日文：窓辺ななみ）。之後微軟日本相繼推出了 Win7 娘的官方主題和宣傳影像等。
由於微軟日本官方的這一次大膽嘗試，加上水樹奈奈親自為 Win7 娘配音，所以當時在日本獲得了極大的成功。從而使 Window 7 作業系統在以 Mac 為主流的日本銷售相當火爆。此後，微軟日本繼續加強二次元宣傳攻勢，於 2012 年 Windows 8 作業系統發佈前夕，推出了 Win8 娘，兩位萌擬人化卡通代言人：長頭髮的窗边愛（日文：窓辺あい）和短頭髮的窗邊優（日文：窓辺ゆう）。

## 主要人物

### DOS 娘
DOS 娘（MS-DOS 作業系統）是 Windows 娘的起源，形象設定上比較簡陋。身背大鍵盤，全身以黑與白為主要色調，頭飾為雙馬尾，總體為蘿莉形象。只要是在 Windows 作業系統中都有她的身影。召喚方法是：開始>運行：cmd ( 或 command )。註：這位雙馬尾蘿莉形象的 DOS 娘，設定為只能看到黑白色的世界。

### 95 娘
95 娘（Windows 95 作業系統）作為 Windows 作業系統中相對古老的系統，通常被描繪成一個很傳統的日本女性，形象通常比較淑女。棕色的頭髮、身穿和服，頭飾為象徵着Windows 的四色徽標。她的著裝設定原形是來自日文版的 Windows 95 中的默認桌面壁紙「hana256.bmp」，穿衣打扮看起來很像日本明治時期到大正時期的女學生的形象，這個時期同時也是日本近代時期。因為當時 Windows 95 在日本國內跟 Mac OS 有過激烈的作業系統市場份額競爭，因此 95 娘的形象也多被設定為一個久經沙場的勇者，精通日本刀等兵器。不過她最經常從事的活動是喝茶、做飯和做家務。

### 98 娘
98 娘（Windows 98 作業系統）是雙胞胎姊妹，姐姐為 98 娘、妹妹為 98SE 娘，形象設定皆為蘿莉型。98 娘姊妹均有一頭紫紅色頭髮，頭飾為“98”數字組合。

### Me 娘
Me 娘（Windows Me 作業系統）形象設定為綠色的頭髮，髮型有一個很鮮明的特點是附帶一縷多出來的頭髮。通常情況下穿著是女仆裝，胸前有一個「！」的符號，用過 Me 或者98 作業系統的用戶應該知道這是系統當機後重啟恢複桌面前的符號，這點也突出了 Me 作業系統當機之頻繁。

### 2000 娘
2000 娘（Windows 2000 作業系統）雖然跟 Me 娘大致是同時期的 Windows 娘，但是跟 Windows Me 作業系統相比，Windows 2000 作業系統明顯要穩定許多，因此在形象設定上 2000 娘也是一個非常聰明、專業且看上去很自信的少女。藍色頭髮，戴著眼鏡，頭飾則為女仆式，並且頭上有一對貓耳一樣的機械裝置。藍色的衣服上還有象征著 Windows 徽標的四種顔色，而衣服和頭髮的藍色均來自于 Windows 2000 默認的藍色桌面。另外，2000 娘也常常也被設定為像姐姐一樣的形象。由于形象設定跟 Me 娘形成了太鮮明的對比，2000 娘也常常被設定為 Me 娘的監護人或者保護者。

### XP 娘
XP 娘（Windows XP 作業系統）。XP 娘也和 98 娘一樣是姐妹檔，不過大多數出現的都是 Pro 版的 XP 娘，Home 版的 XP 娘較為少見。XP 娘也是知名度較高，且廣受歡迎的Windows 娘。

### Vista 娘
Vista 娘（Windows Vista 作業系統）。Windows 到了 Vista 時期，分為多種版本：Home Basic、Home Preium、Professional 及 Utimate 等版本。當然 Vista 娘的角色設定也有許多種，但普遍來說，較為常見的形象都是披肩長髮，頭髮呈現綠色，身著連衣裙的設定。

### Win7 娘

#### 日本
窗邊奈奈美是一個虛構的動畫角色。她的家族成員包括父親究八（Windows 98），母親美佳穂（Windows NT 4.0），兄長窗邊吾一（Windows 5.1，即 Windows XP）和兩個姐妹窗辺むつみ（Windows Vista）和窗邊奈奈美（Windows 7）。窗邊奈奈美的聲優是水樹奈奈，代表作有《魔法少女奈葉》裏的菲特·泰斯塔羅沙、《守護甜心》裏的月詠歌呗等。

#### Win7 娘的效應
雖然在此之前即有同人性質的 Windows 娘在日本誕生，但官方行為尚屬首次。而且此次微軟日本不僅為 Win7 娘繪制了桌面背景，還讓她為系統事件進行語音通報。由于這次 Win7 娘是微軟日本的一次大膽嘗試，其自然成為了大家關注的話題，而日本著名聲優水樹奈奈的親身配音也極大程度地增加了 Win7 娘在日本的影響力，從而使 Windows 在 Mac 橫行的日本銷售相當火爆。此後微軟日本延續了二次元宣傳攻勢，微軟台灣亦加以效仿，製作出了“台灣之光”藍澤光。其後因大受歡迎而相繼推出藍澤光的三個姐姐：藍澤優、藍澤葵以及藍澤玲。並推出以藍澤家為主推出了的聖誕特別企劃類似於戀愛冒險遊戲的《兩個人的聖誕夜》。

#### 台灣
- 姓名：藍澤光
- 家族排行：四女 ( 即 Microsoft Silverlight 4 )

配音：藍澤光的聲優是姚敏敏，代表作有《旋風管家》裏的桂雛菊。

### Win8 娘
Win8 娘是微軟日本官方於 2012 年最新版的 Windows 8 作業系統發佈前夕，推出的萌擬人化 Windows 8 作業系統卡通形象代言人。Win8 娘也是雙胞胎姐妹，分別是長頭髮的窗边愛和短頭髮的窗邊優。兩人的出生日期同為 1996 年 11 月 18 日，兩人身高也都是 152 厘米，15 歲的高中 1 年級生。目前微軟日本已經推出了官方 Win8 娘主題。

#### 窗邊優
配音：西明日香
窗邊優，孿生姐妹的長女，性格較文靜，短頭髮，喜歡數碼產品，聲優代表作有《我的妹妹不可能這麼可愛》裏的触手妹、《公立海老栖川高校天闷部》裏的金森羽片等。

#### 窗邊愛
配音：田村奈央
窗边愛，孿生姐妹的次女，性格較好動，長頭髮，喜歡新的東西。

### Win10 娘
配音：野中蓝
窗边瞳子，又譯窗邊藤子（日语：窓辺とおこ），17岁，掌握丰富知识技术的100年后的未来天才，学习优异。

## 外部連結
- 窓辺ななみとは (マドベナナミとは) [単語記事] - ニコニコ大百科（页面存档备份，存于）
- Windows 8の自作応援キャラ「窓辺ゆう」「窓辺あい」が正式デビュー、窓辺ななみもまだまだ活躍（页面存档备份，存于）
- （页面存档备份，存于）  窓辺ななみコマーシャル！ - YouTube
- （页面存档备份，存于）  【MV】Through the Window／まさたかP×ELECTROCUTICA【Microsoft×MMD】 - YouTube